# Formação Irati
Formação Irati é uma formação geológica da Bacia do Paraná, no Brasil. A palavra Irati provém do Tupi-Guarani e significa rio do mel, segundo o geólogo e professor Sérgio Estanislau do Amaral. Ela é formada principalmente por intercalações de folhelhos pirobetuminosos e calcários dolomíticos de coloração creme, silicificados e siltitos cinza claros a escuros, com níveis restritos de conglomeráticos.
A Formação Irati foi considerada como depositada durante o Período Permiano Superior, segundo vários autores e com base em palinologia, no andar Kazaniano. Entretanto, num estudo mais recente, constatou-se, através de datação em zircão de camadas bentoníticas, a idade de 278Ma ± 2,2Ma, Artinskiano (Cisuraliano), ou seja, Permiano Inferior.  Ocorre nas regiões Sul, Sudeste do Brasil, São Paulo e triângulo mineiro e nos estados de Goiás e Mato Grosso do Sul.
A Formação Irati é muito famosa no mundo paleontológico pela presença de mesossauros. Em 1908, o geólogo Israel Charles White, chefe da Comissão de Estudos das Minas de Carvão de Pedra do Brasil, encontrou restos fósseis de um pequeno réptil em rochas permianas no, por ele denominado, "Schisto preto de Iraty", próximo à estação ferroviária de Irati, no estado Paraná. Estes fósseis foram descritos e catalogados por Mac Gregor, que os denominou de Mesosaurus brasiliensis e, reconhecendo sua semelhança com um fóssil encontrado na África do Sul, propôs a equivalência geológica da Formação Irati com a Formação Whitehill, da Bacia do Karoo, naquele país. Esta descoberta tornou a Formação Irati e a Bacia do Paraná mundialmente famosas, por ser uma das fortes evidências da então nascente teoria da deriva continental.
A Formação Irati faz parte do Grupo Passa Dois e é composta por dois membros: Membro Taquaral e Membro Assistência. White (1908) utilizou o termo "Iraty" para designar os "schistos, camadas areentas e calcários" que afloram no rio Passa Dois, na Serra do Rio do Rastro, em Santa Catarina. O Membro Assistência constitui-se por folhelhos cinza-escuros com intercalação de folhelhos pretos pirobetuminosos associados a horizontes de calcários dolomíticos creme e cinza-escuros. Seu conteúdo fossilífero compreende os répteis Mesosaurus Brasiliensis e Stereosternum Tumidum, restos de vegetais, de peixes e de crustáceos, além de palinomorfos. O Membro Taquaral, em sua maior parte, é constituído de sedimentos síltico-argilosos, cinzentos, com laminações plano-paralelas. Delgados arenitos ocorrem na porção basal.
Os dolomitos do Membro Assistência são explorados para corretivo de solos, principalmente na região entre Rio Claro e Piracicaba.

## Folhelhos betuminosos e pirobetuminosos
Desde 1972 a Petrobras opera uma planta industrial para extrair hidrocarbonetos dos folhelhos betuminosos da Formação Irati, em São Mateus do Sul, Paraná. O Processo Petrosix, uma patente da Petrobras, foi inteiramente desenvolvido pela companhia e inclui procedimentos de mineração, trituração, processamento termoquímico do folhelho com obtenção dos produtos petróleo, gás e enxofre nativo. Na pedreira são abundantes fragmentos de crustáceos e da fauna típica de Mesosaurus brasiliensis. Ocorrem duas camadas de folhelho ricos em óleo. Os teores médios de óleo são de respectivamente 9,1% para a camada inferior e de 6,4% para a camada superior. As reservas são de cerca de 700 milhões de barris de óleo, nove milhões de toneladas de gás liquefeito (GLP), 25 bilhões de metros cúbicos de gás de xisto e 18 milhões de toneladas de enxofre. Em 2022 a Petrobras vendeu a operação da Petrosix para a empresa Forbes Resources Brazil Holding S.A. (F&M Brazil) . 

## Potencial para geração de petróleo
Os folhelhos negros da Formação Irati são potencialmente geradores de hidrocarbonetos, com concentrações de 1 e 13% e picos de 23% e potencial gerador superior a 100–200 kg HC/ton rocha. Dados de análises geoquímicas indicam que a Formação Irati é a mais propícia a apresentar rochas geradoras de petróleo na Bacia do Paraná. O principal processo natural para a geração de hidrocarbonetos na Bacia foi o efeito térmico fornecido pelas rochas ígneas intrusivas na Formação Irati.